# Malam Bacai Sanhá
Malam Bacai Sanhá (5. května 1947 – 9. ledna 2012) byl guinejsko-bissauský politik a bývalý prezident Guineje-Bissau. Byl dlouholetým členem Africké strany za nezávislost Guineje a Kapverd (PAIGC) a v letech 1994 až 1999 byl předsedou Národního lidového shromáždění.

## Život a kariéra
Narodil se 5. května 1947 v regionu Quinara.
Byl dlouholetým členem PAIGC. Působil jako guvernér regionů Gabú a Biombo a zastával několik ministerských funkcí. V roce 1994 se stal předsedou Národního lidového shromáždění.
V červnu 1998 vypukla občanská válka mezi vojáky generála Ansumane Manéovi a složkami prezidenta João Bernarda Vieiry. Otevřeně kritizoval obě strany. Dne 7. května 1999 byl po svržení prezidenta Vieiry jmenován úřadujícím prezidentem. Jeho jmenování mělo být v souladu s ústavou a měl sloužit do doby, než se koncem roku uskuteční nové volby.
V následujících volbách ho porazil Kumba Ialá. Ten byl v roce 2003 svržen a nastaly nové volby. Ve druhém kole ho porazil João Bernardo Vieira.
Prezidentské volby vyhrál až v roce 2009. Celý život ho trápil diabetes. Kvůli němu musel často rušit plánované projevy a zahraniční cesty.
Své dva poslední týdny života měl strávit v nemocnici v Paříži. Zemřel 9. ledna 2012 ve věku 64 let. Až do své smrti byl ženatý s Mariama Mane Sanha.